# مارونگ (سرده)
مارونگ، سنبله نمکی (نام علمی: Halostachys) نام یک سرده از تیره تاج‌خروسیان است.